# Universidade Estadual de Campinas
Universidade Estadual de Campinas, förkortat Unicamp, är ett universitet i Brasilien. Det ligger i kommunen Campinas och delstaten São Paulo, i den sydöstra delen av landet, 800 km söder om huvudstaden Brasília.